# Tympanogaster wahroonga
Tympanogaster wahroonga är en skalbaggsart som beskrevs av Perkins 2006. Tympanogaster wahroonga ingår i släktet Tympanogaster och familjen vattenbrynsbaggar. Inga underarter finns listade i Catalogue of Life.